# Черрето-Кастелло
Черрето-Кастелло (итал. Cerreto Castello) — коммуна в Италии, располагается в регионе Пьемонт, в провинции Бьелла.
Население составляет 676 человек (2008 г.), плотность населения составляет 334 чел./км². Занимает площадь 2 км². Почтовый индекс — 13060. Телефонный код — 015.
Покровителем коммуны почитается святой апостол Фома, празднование 3 июля.

## Демография
Динамика населения:

## Администрация коммуны
- Официальный сайт: